# عبدالله‌آباد (تنکابن)
عبدالله‌آباد روستایی در دهستان تمشکل بخش نشتا شهرستان تنکابن استان مازندران ایران است.

## جمعیت
بر پایه سرشماری عمومی نفوس و مسکن در سال ۱۳۹۵ جمعیت این مکان ۳۰۰ نفر (۹۸خانوار) بوده‌است.